# 小皮大世界
《小皮大世界》（英語：Peep and the Big Wide World）是一部Flash動畫系列，取材於1988年的加拿大同名短片電影。2004年4月17日開播，2009年11月21日播畢。影集總共五大季，總共60集。適合觀看年齡族群為：3到6歲孩童 ，透過淺顯易懂的口語模式帶領兒童學習到自然、環境、天氣等主題。
曾榮獲艾美獎多次提名（2005、2006、2007、2008、2009），更是2005年艾美獎優秀兒童動畫節目得主。

## 劇情
該劇講述了村莊中一隻心地善良可愛的黃色小雞小皮(Peep)、以及一隻自以為是的藍色小鴨胖克（Quack），和一隻精明有智慧的知更鳥小布（Chirp）三個性格不同但感情非常要好的朋友一起探索世界、學習知識的故事。故事中透過每次所發生的事件讓觀看的孩童們可以結合生活中日常，去觀察到在動畫中所教育的內容知識，是一部寓教於樂的優質動畫片。

## 配音演員
- 旁白：瓊安‧庫薩克
- 演員：傑米·沃森、斯科特·博丁、梅根·穆拉利、阿曼達·索、科林·福克斯、凱思琳·拉斯基、珍・伊斯威特